# Jacques Decrion
Jacques Decrion (Besançon, 18 novembre 1961) è un dirigente sportivo ed ex ciclista su strada francese.

## Palmarès

### Strada
- 1986 (KAS, una vittoria)

1ª tappa Tour de l'Ain
- 1987 (KAS, una vittoria)

2ª tappa Tour de l'Ain

#### Altri successi
- 1990 (BH-Amaya)

Criterium Breuillet

### Pista
- 1986

Campionati francesi, Mezzofondo

## Piazzamenti

### Grandi Giri
- Giro d'Italia

1985: 46º
1989: 47º
- Tour de France

1988: 72º
- Vuelta a España

1986: ritirato (6ª tappa)
1987: ritirato (19ª tappa)
1990: ritirato (15ª tappa)

### Classiche monumento
- Milano-Sanremo

1988: 55º
- Liegi-Bastogne-Liegi

1987: 60º
1989: 57º
1990: 36º
- Giro di Lombardia

1987: 12º